# Swainsona campestris
Swainsona campestris är en ärtväxtart som beskrevs av John McConnell Black. Swainsona campestris ingår i släktet Swainsona och familjen ärtväxter. Inga underarter finns listade i Catalogue of Life.